# Tometes
Tometes é um gênero de peixes caracídeos sul-americanos de água doce.

## Espécies
- Tometes ancylorhynchus M. C. Andrade, Jégu & Giarizzo, 2016[2]
- Tometes camunani M. C. Andrade, Giarizzo & Jégu, 2013[3]
- Tometes kranponhah M. C. Andrade, Jégu & Giarizzo, 2016[2]
- Tometes lebaili Jégu, Keith & Belmont-Jégu, 2002[4]
- Tometes makue Jégu, G. M. Santos & Belmont-Jégu, 2002
- Tometes siderocarajensis Andrade et al., 2017[5]
- Tometes trilobatus Valenciennes, 1850